# Шварцзойд Сергій Юрійович
Шварцзойд Сергій Юрійович (псевдонім — Сергій Лялін) — радянський український сценарист, кіноактор, режисер-мультиплікатор.

## Біографічні відомості
Народився 10 грудня 1919 р. у м. Вінниці в родині адвоката. Закінчив сценарний факультет Всесоюзного державного інституту кінематографії (1949).
Робив багато перекладів для дубляжів («Павло Корчагін», «Вогнище безсмертя», «Роман і Франческа» тощо), малював кіноплакати для «Укррекламфільму», працював над текстами для кіножурналів: «Радянська Україна», «Молодь України», «Піонерія».
Автор сценарію художнього фільму «Андрієш» (1955, у співавт. з Є. Буковим, Г. Колтуновим), документальної стрічки «Корсунь-Шевченківська МТС» (1955), мультфільму «Капітан Туссі» (1992, у співавт.).
Написав також сценарії: «Шкідлива черепашка», «Один з багатьох», «Лист».

## Фільмографія
Сценарист:
- «Як козаки мушкетерам допомагали» (1979, мультфільм, у співавт. (в титрах — С. Лялін)
- «Похід» (1979, мультфільм, реж. Ю. Скирда)
- «Фламандський хлопчик» (1981, мультфільм)
- «Гарячі зорі» (1981, реж. Ю. Скирда)

Режисер-мультиплікатор:
- «Таємниця чорного короля» (1964, мультфільм (фільм-плакат), у співавт. з Д. Черкаським)

Епізодичні кіноролі:
- «Тривожна молодість» (1954, епізод (немає в титрах)
- «Багаття безсмертя» (1955, епізод)
- «Круті сходи» (1957, епізод (немає в титрах)
- «За будь-яку ціну» (1959, помічник машиніста)
- «Роман і Франческа» (1960, епізод (немає в титрах)
- «Помилка Оноре де Бальзака» (1968, Давід Сєшар (немає в титрах)
- «Каштанка» (1975, епізод)
- «Розколоте небо» (1979, скрипаль)